# Västerfjärden, Brändö
Västerfjärden är en fjärd i Brändö på Åland. Västerfjärden är genom Jurmo strömmen förbunden med Skiftet i öster.